# Labets-Biscay
Labets-Biscay (baskisch Labetze-Bizkai) ist eine französische Gemeinde mit 144 Einwohnern (Stand 1. Januar 2022) im Département Pyrénées-Atlantiques in der Region Nouvelle-Aquitaine. Die Gemeinde gehört zum Arrondissement Bayonne und zum Kanton Pays de Bidache, Amikuze et Ostibarre (bis 2015: Kanton Saint-Palais).
Die Bewohner werden Labetztar oder Bizkaitar genannt.

## Geographie
Labets-Biscay liegt ca. 50 km östlich von Bayonne im historischen Landstrich Pays de Mixe (baskisch Amikuze) der historischen Region Nieder-Navarra im französischen Teil des Baskenlands.
Umgeben wird Labets-Biscay von den Nachbargemeinden:
|             | Bergouey-Viellenave                         |                 |
| Masparraute | Kompassrose, die auf Nachbargemeinden zeigt | Ilharre Gabat   |
| Béguios     | Luxe-Sumberraute                            | Amendeuix-Oneix |

Labets-Biscay liegt im Einzugsgebiet des Flusses Adour. Einer seiner Zuflüsse, die Bidouze, fließt an der östlichen Gemeindegrenze entlang.
Nebenflüsse der Bidouze durchströmen darüber hinaus das Gebiet der Gemeinde:
- der Minhurièta Erreka und
- der Salarteko Erreka mit seinen Zuflüssen
  - Zubiaga Erreka und
  - Uhaldeko Erreka.[2]

## Geschichte
Der Ringwall von Tuqueta, auf einer Anhöhe geschaffen, datiert aus der Frühgeschichte und belegt eine frühe Inbesitznahme des Gebiets durch den Menschen. Außer dass der Grundherr von Biscay das Recht auf Zugang zur Ständeversammlung hatte und außer diversen Erwähnungen ist wenig über die Geschichte der beiden Dörfer im Mittelalter bekannt. Vor der Französischen Revolution sind beide Pfarrgemeinden bereits zusammengelegt worden. Auch nach der Neueinteilung des Landes im Jahre 1803 sind beide Gemeinden als eine Einheit behandelt worden, aber erst am 12. Mai 1841 sind die Gemeinden Labets und Biscay offiziell zur neuen Gemeinde Labets-Biscay vereinigt.
Toponyme und Erwähnungen von Labets waren:
- Labedz (1120, Kopialbuch der Abtei Saint-Jean de Sorde),
- Labedz (1134),
- Sanctus Martinus de Lavez (1160),
- Lavetz (1268),
- Lavez (1304 und 1309),
- Lavetç (1350), Labetz (1316, 1413 und 1472, Notare von Labastide-Villefranche),
- Labez (1513, Urkunden aus Pamplona) und
- Labets (1750, Karte von Cassini).[4][5][6]

Toponyme und Erwähnungen von Biscay waren:
- Sanctus Martinus de Beyrie (1160),
- Biscay (1268),
- Bisquay (1413) und
- Biscay (1750, Karte von Cassini).[4][6]

### Einwohnerentwicklung
Nach einem Höchststand der Einwohnerzahl von über 500 Einwohnern in der Mitte des 19. Jahrhunderts ist die Zahl bei kurzen Wachstumsphasen bis heute insgesamt um rund 70 % auf rund 150 gesunken, und der negative Trend hält an.
| Jahr      | 1962 | 1968 | 1975 | 1982 | 1990 | 1999 | 2006 | 2009 | 2022 |
| --------- | ---- | ---- | ---- | ---- | ---- | ---- | ---- | ---- | ---- |
| Einwohner | 234  | 226  | 226  | 214  | 197  | 166  | 158  | 154  | 144  |

## Sehenswürdigkeiten
- Pfarrkirche in Labets, gewidmet Mariä Himmelfahrt. 1771 erfolgte der Neubau der Kirche, wie die Jahreszahl auf dem Schlussstein am Haupteingang belegt. Im 19. Jahrhundert erfolgte die Erneuerung der Gestaltung des Innenraums und der Fensteröffnungen einschließlich der Installation neuer Glasfenster des Glasmalers Gustave Pierre Dagrant aus Bordeaux im Jahre 1899. Der Zutritt zur Kirche erfolgt über einem Vorbau mit einem Tragwerk aus Holz, auf dem sich ein kleiner Glockenturm befindet. Das Langhaus birgt ein Kirchenschiff und ist von zwei Seitenkapellen flankiert, die vermutlich im 19. Jahrhundert hinzugefügt wurden. Wie bei fast allen baskischen Kirchen besitzt diese einen barocken Altaraufsatz aus dem 17. Jahrhundert, ein Element der Kirchenausstattung, dass sich nach dem Konzil von Trient insbesondere im Baskenland entwickelte. Auf dem Friedhof, der die Kirche umgibt, zeigen sich die für das Baskenland typischen scheibenförmigen Grabstelen, genannt Hilarri.[9][10]

- Pfarrkirche in Biscay, gewidmet dem heiligen Sebastian. Die Erwähnung von Pfarrkirchen von Biscay in den Schriften reicht bis in das 12. Jahrhundert zurück. Das erste einfache Gotteshaus war noch dem heiligen Martin geweiht. Der barocke Altaraufsatz dieser Kirche stammt aus dem 17. und 18. Jahrhundert. Auf dem traditionellen Friedhof stehen neben den scheibenförmigen Grabstelen auch mit Navarrakreuzen versehene Grabstätten.[11]

- Kapelle Malgoria. Jedes Jahr zu Christi Himmelfahrt findet an dieser Kapelle ein besonderer Ritus statt. Die versammelten Gläubigen umrunden dreimal das Gebäude, bei dem sie ihre Kinder tragen oder ihnen helfen, die ersten Schritte zu machen. Anschließend fahren die Mütter mit einem Tuch über die Christusstatue und reiben dieses dreimal über die Körper ihrer Kinder. Wann diese Tradition aufkam, ist unbekannt.[12]

- Schloss Biscay. Die Grundherrenfamilie Biscay, die dem Dorf den Namen gab, besaß im Mittelalter eine Burg auf einer Motte, die heute verschwunden ist. Das heutige Schloss ist von der gleichen Familie im 18. oder 19. Jahrhundert erbaut worden.[13]

- Bauernhaus Malgoria. Das Haus zeigt die im Baskenland traditionell verwendeten roten Ochsenblutfarben und, wie im Nieder-Navarra üblich, mit einem mit Fachwerk ausgestalteten oberen Teil der Fassade. Die Größe des Gebäudes ist der Tatsache geschuldet, dass es neben den menschlichen Bewohnern auch ihr Vieh unter einem Dach aufzunehmen hatte. Entsprechend ist auch die große, verglaste Eingangstür dimensioniert. Das sehr gut erhaltene Bauernhaus ist heute im Privatbesitz.[14]

- Thermalbäder von Labets-Biscay. Wie die Wasser von Biarritz oder Cambo-les-Bains, so wurde das Wasser von Labets-Biscay im 19. Jahrhundert im ganzen Département bekannt. Ihre Wirkung wurde von M. O. Henry, Leiter der Chemie in der Académie nationale de médecine bewiesen, woraufhin Einrichtungen für Badegäste geschaffen wurden. Gleichzeitig begann die Vermarktung des Wassers, die durch ein Projekt zur Herstellung von tiermedizinischen Produkten ein Jahrhundert später ergänzt wurde. Die Bäder sind heutzutage ungenutzt.[15]

- Ringwall von Tuqueta. Die Stätte zeigt wie bei den meisten Anlagen dieser Art die Reste eines ellipsenförmigen Ringwalls mit zwei Öffnungen und einer Brustwehr aus Erde. Dieser ist an einer strategisch günstigen Stelle an der Spitze einer Felswand angelegt. Der zentrale Teil besteht aus einem Wall, einer Brustwehr und eines Grabens, deren ursprüngliche Höhen und Tiefen durch die Erosion nicht mehr bestimmbar sind. Neben der exakten Datierung erscheint auch die Bestimmung der Funktion dieser Anlagen schwierig. Die wahrscheinlichste Annahme ist, dass sie als Zuflucht für bedrohte Bevölkerungen dienten.[16]

## Wirtschaft und Infrastruktur

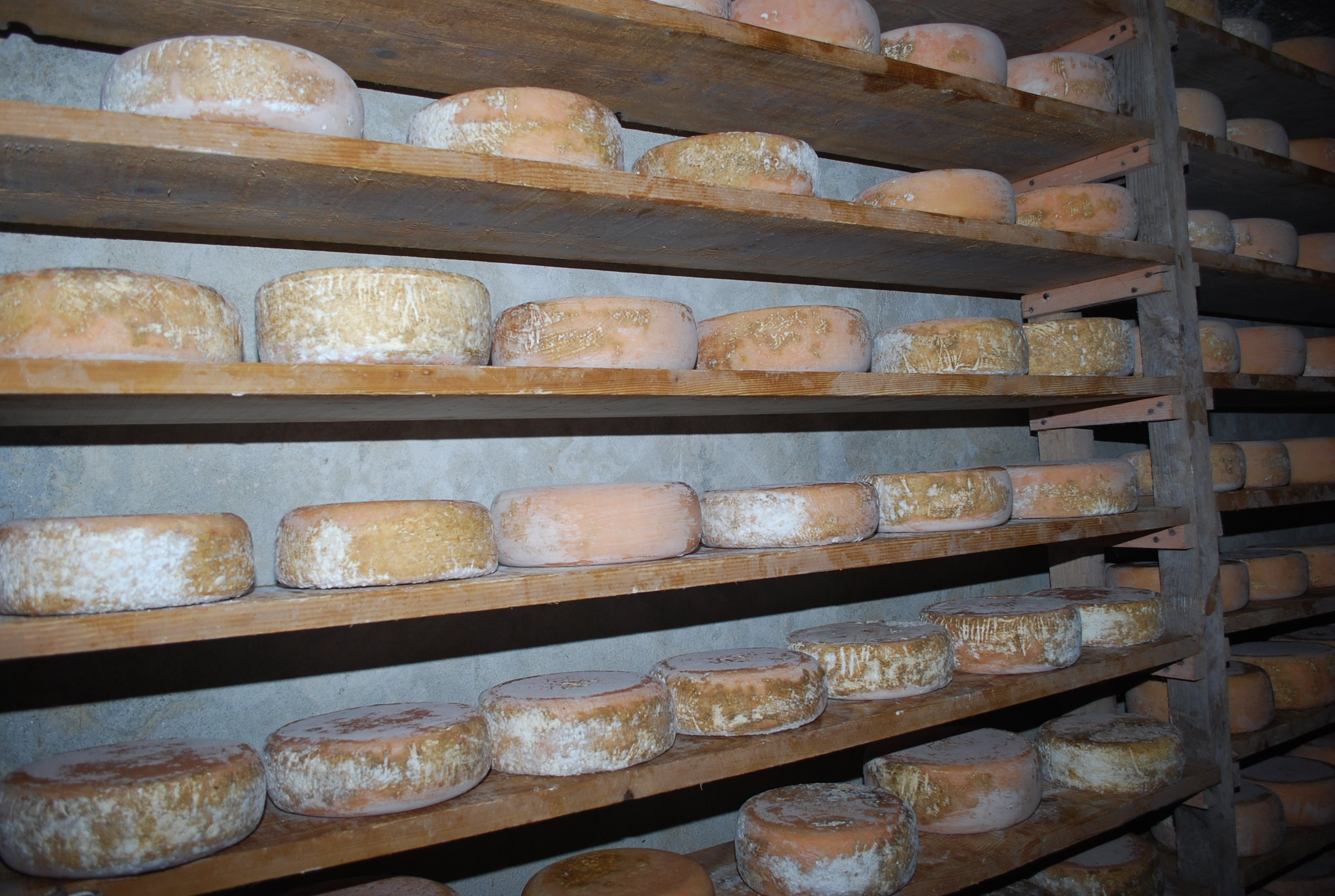
Ossau-Iraty

Die Landwirtschaft ist traditionell ein wichtiger Wirtschaftsfaktor der Gemeinde. Labets-Biscay liegt in den Zonen AOC des Ossau-Iraty, eines traditionell hergestellten Schnittkäses aus Schafmilch, sowie der Schweinerasse und des Schinkens „Kintoa“.

### Verkehr
Labets-Biscay ist angeschlossen an die Routes départementales 246, 321 und 646.